# Liste der Geotope in Braunschweig
Die Liste der Geotope in Braunschweig enthält die Geotope in der kreisfreien Stadt Braunschweig in Niedersachsen.
| Geotop-Nr. | Bezeichnung                                             | Ort                                      | Bemerkung | Koordinaten                      | Bild                  |
| ---------- | ------------------------------------------------------- | ---------------------------------------- | --- | -------------------------------- | --------------------- |
| 3629/04    | Ziegeleiteich Querum                                    | Querum                                   | Aufgelassene Ziegeltongrube Stratigraphie: Mittelsanton. | 52° 18′ 0,8″ N, 10° 33′ 52,2″ O  | weitere Bilder        |
| 3728/02    | Quelle Teufelsspring                                    | ca. 650 m westlich Broitzem              | Quelle für Fuhsekanal, laut NIBIS Kartenserver „in erdfallartiger Senke periodisch spuckende“ Plänerkarst-Quelle. Fläche: Länge 10 m, Breite 20 m. Stratigraphie: Oberkreide. | 52° 14′ 1,8″ N, 10° 27′ 41,2″ O  |                       |
| 3729/01    | Unterer Buntsandstein einschl. Rogenstein des Nußberges | am Prinz-Albrecht-Park in Braunschweig   | stark gegliedertes, größtenteils rekultiviertes ehemaliges Abbaugebiet am Nußberg. Richtprofil. Länge 600 m, Breite 200 m. Stratigraphie: Trias-Unterer Buntsandstein.        | 52° 16′ 15,8″ N, 10° 33′ 29,5″ O | Rogenstein am Nußberg |
| 3729/02    | Dowesee                                                 | Nördlicher Stadtbereich von Braunschweig | Erdfall über Salzstock. | 52° 17′ 36,8″ N, 10° 31′ 53,7″ O | weitere Bilder        |
| 3729/07    | Moorhüttenteich                                         | Volkmarode                               | Ziegeltongrube Moorhütte Stratigraphie: Unterkreide. | 52° 17′ 26,2″ N, 10° 35′ 8,2″ O  | Moorhüttenteich       |